# Итај Голдфаден
Итај Голдфаден (хебр. איתי גולדפדן, романизовано Itay Goldfaden; Бат Хефер, 24. април 1996) израелски је пливач чија специјалност су трке прсним стилом.

## Спортска каријера
Прве наступе у међународној спортској каријери имао је као јуниор, на европским јуниорским првенствима 2013. и 2014, док је деби у сениорској конкуренцији имао на европском првенству у Лондону 2016. године.
Након завршетка европског првенства одлази на студије на Универзитет Јужне Каролине у Коламбији, у Сједињеним Државама, где се паралелно са студијама такмичи за универзитетску пливачку секцију. 
На светским првенствима је дебитовао у корејском Квангџуу 2019, где се такмичио у четири дисциплине. Најбољи резултат, десето место, постигао је у квалификационим тркама микс штафете на 4×100 мешовито. Са мушком штафетом на 4×100 мешовито био је укупно 20, трку на 50 прсно је окончао на 25, а на 100 прсно на 37. месту у квалификацијама.